# Королевская генеральная ассоциация производителей луковичных растений
Royal General Bulb Growers’ Association (KAVB — голл. Koninklijke Algemeene Vereeniging voor Bloembollencultuur), возможный перевод — Королевская Генеральная Ассоциация Производителей Луковичных растений.
Основана в 1860 году в Голландии. Первоначально в неё входили только голландские цветоводы, в настоящее время ассоциация открыта и для зарубежных участников.
В первые годы после основания основной сферой деятельности Ассоциации была организация цветочных выставок. В настоящее время Ассоциацией издаётся информационный журнал «BloembollenVisie», организуются совещания и учебные курсы.
Ассоциация является международным органом регистрации (ICRA) новых сортов следующих родов растений: Tulipa (Тюльпан), Hippeastrum (Гиппеаструм), Hyacinthus (Гиацинт), Crocus (Шафран, или Крокус), Muscari (Мускари) и луковичных ирисов (некоторыми ботаниками выделяются в рода Iridodictyum, Xiphium, Juno).
Для регистрации нового сорта подается заявка, в которой указаны данные о родительских растениях, желаемое наименование, данные о селекционере, описание растения и цветовой гаммы цветков согласно цветовым шкалам (R.H.S. Colour Chart) созданный Английским Королевским обществом садоводов (R.H.S.).
В настоящее время KAVB насчитывает около 1600 членов, большинство из них производители и коллекционеры луковичных растений, а также оптовые компании.
Сайт ассоциации включает базу данных по зарегистрированным сортам.